# Ablabesmyia annulata
Ablabesmyia annulata är en tvåvingeart som först beskrevs av Thomas Say 1823.  Ablabesmyia annulata ingår i släktet Ablabesmyia och familjen fjädermyggor. Inga underarter finns listade i Catalogue of Life.